# Шахтёрское городское поселение
Шахтёрское городско́е поселе́ние — упразднённое муниципальное образование в Углегорский муниципальном районе Сахалинской области Российской Федерации.
Административный центр — пгт Шахтёрск.

## География
Расположено было в центральной части Углегорского района, и граничило на севере с Бошняковским сельским поселением (Углегорский район), на востоке — с Поронайским городским округом, на юге — с Углегорским городским поселением, на западе его граница проходила по побережью Татарского пролива.

## История
Статус и границы городского поселения были установлены Законом Сахалинской области от 21 июля 2004 года № 524.
Законом Сахалинской области от 26 декабря 2016 года № 120-ЗО, Шахтёрское городское поселение и другие поселения бывшего муниципального района были упразднены и объединены в Углегорский городской округ

## Население
| \| 2010[5] \| 2012[6] \| 2013[7] \| 2014[8] \| 2015[9] \| 2016[10] \| 2017[2] \| \| ------- \| ------- \| ------- \| ------- \| ------- \| -------- \| ------- \| \| 8991 \| ↘8430 \| ↘8100 \| ↘7768 \| ↘7484 \| ↘7288 \| ↘7093 \| 1000 2000 3000 4000 5000 6000 7000 8000 9000 2012 2017 |       |       |       |       |       |       |
| 2010 | 2012  | 2013  | 2014  | 2015  | 2016  | 2017  |
| 8991 | ↘8430 | ↘8100 | ↘7768 | ↘7484 | ↘7288 | ↘7093 |

## Состав городского поселения
| № | Населённый пункт | Тип населённого пункта | Население |
| - | ---------------- | ---------------------- | --------- |
| 1 | Лесогорское      | село                   | ↘232      |
| 2 | Надеждино        | село                   | ↘3        |
| 3 | Тельновское      | село                   | ↘25       |
| 4 | Ударное          | село                   | ↘8        |
| 5 | Шахтёрск         | пгт                    | ↘6572     |